# Die Zukunft einer Illusion
Die Zukunft einer Illusion ist eine 1927 erschienene Schrift von Sigmund Freud. Sie gilt als sein Hauptwerk über die Religion, als zeitgenössisches soziales Phänomen betrachtet. Grundlage der Religion ist für Freud die menschliche Hilflosigkeit. Eine infantile Reaktion hierauf ist der Wunsch nach einem schützenden Vater. In der Religion wird dieser Wunsch erfüllt, allerdings nur in der Phantasie, und in diesem Sinne ist die Religion eine Illusion: eine Wunscherfüllungsphantasie. Der Fortschritt der Wissenschaft führt zur Anerkennung der menschlichen Ohnmacht und damit zu einem Niedergang der Religion; Freud begrüßt diese Entwicklung.

## Inhalt
Unter „Kultur“ (oder „Zivilisation“) versteht Freud all das, wodurch sich das Leben der Menschen von dem der Tiere unterscheidet. Die Kultur besteht aus zwei Bereichen:
- aus dem Wissen und Können, das der Naturbeherrschung dient,
- und aus Einrichtungen, die die Beziehungen der Menschen untereinander regeln.

Diese Einrichtungen bestehen aus Geboten, und den Kern der Kulturgebote bilden das Inzestverbot und das Mordverbot.
Die Kulturverbote muten dem Menschen Arbeit und Triebverzicht zu. Dabei wird die Triebunterdrückung ungleich verteilt; der Triebverzicht der Mehrheit geht mit der Triebbefriedigung einer Minderheit einher. Die große Masse strebt deshalb danach, die Kultur zu zerstören – eine Kultur, die durch ihre Arbeit ermöglicht wird, an deren Gütern sie jedoch nur einen geringen Anteil hat. Zur Kultur gehören auch solche Maßnahmen, die verhindern, dass sie zerstört wird.
Die Kultur wird einerseits durch Zwangsmittel geschützt, andererseits durch Einrichtungen, welche die Menschen mit der Kultur versöhnen sollen. Dazu zählen:
- die Verinnerlichung der Verbote (ihre Aufnahme ins Über-Ich),
- die Kunst (insofern sie Ersatzbefriedigungen ermöglicht),
- die kulturellen Ideale
- und die Religion.

Die kulturellen Ideale beruhen auf dem narzisstischen Stolz auf die Höchstleistungen der Kultur; an dieser Form der Versöhnung können sich auch die unterdrückten Klassen beteiligen: durch Identifikation mit der ausbeutenden Klasse.
Die Religion hat, ganz allgemein, die Funktion, den Menschen mit der Kränkung seines Narzissmus zu versöhnen. Diese Kränkung beruht auf der menschlichen Hilflosigkeit, welche in drei Hauptformen auftritt. Sie besteht
- in der Ohnmacht des Menschen gegenüber der äußeren Natur,
- in seiner Machtlosigkeit gegenüber Krankheit und Tod,
- und sie beruht schließlich auf den Entbehrungen, die ihm von der Kultur abgenötigt werden.

Der Erwachsene deutet seine Hilflosigkeit nach dem Vorbild derjenigen Hilflosigkeit, die er als Kind erfahren hat; und wie das Kind verbindet er seine Hilflosigkeit mit der Sehnsucht nach einem schützenden Vater. Diese Vatersehnsucht ist die Grundlage für die Entstehung der Götter. Die Götter sind idealisierte Vatergestalten. Die Religion ist eine Art Menschheitsneurose – eine kollektive Zwangsneurose.
Mit der Entwicklung der Naturerkenntnis verliert die Religion zunehmend die Funktion, mit der Übermacht der Naturkräfte und mit Krankheit und Tod zu versöhnen; übrig bleibt ihre kulturelle Funktion. Die Aufgabe der Religion besteht jetzt vor allem darin, mit den Kulturverboten zu versöhnen, und dies geschieht dadurch, dass sie auf einen göttlichen Ursprung zurückgeführt werden.
Die Belege für die Wahrheit der religiösen Lehren sind dürftig. Gleichwohl sind diese Lehren äußerst wirksam. Ihre Wirkungskraft rührt daher, dass es sich bei den religiösen Vorstellungen um Wunscherfüllungsphantasien handelt. Sie befriedigen auf quasi halluzinatorische Weise das Schutzbedürfnis angesichts der Hilflosigkeit. Die Religion ist deshalb auch nicht einfach nur ein Irrtum, sie ist eine Illusion; die religiösen Vorstellungen sind nicht einfach falsch, sie stellen vielmehr die imaginäre Erfüllung eines Wunsches dar.
Der Ursprung der Religion ist letztlich affektiver Natur. Die Religion beruht auf dem Mord am Urvater und auf dem Schuldgefühl, das durch dieses Ereignis hervorgerufen wurde. Die religiöse Deutung der Kulturgebote – die Zurückführung auf einen göttlichen Ursprung – ist deshalb nicht einfach falsch, sie enthält eine historische Wahrheit: sie bezeugt die Schlüsselrolle der Vaterbeziehung für die Errichtung der Kultur.
Die Entwicklung der Wissenschaft führt unvermeidlich zum Niedergang der Religion. Das ist weder zu bedauern, noch ist es gefährlich. Denn der Religion ist es nicht gelungen, die Menschen glücklich zu machen, und sie hat es auch nicht vermocht, sie zu einem sittlichen Verhalten zu bewegen. Gefährlich ist die Religionskritik nur dann, wenn sie von den Ungebildeten aufgegriffen wird, weil dies deren Widerstand gegen die Kultur unterstützt. Jedoch ist die Popularisierung der Religionskritik unvermeidlich. Wenn man die Kultur vor ihrer Zerstörung schützen will, steht man deshalb vor einer Alternative: Entweder muss man dafür sorgen, dass die Ungebildeten rigoros unterdrückt werden, oder man muss das Verhältnis der Menschen zur Kultur neu gestalten. Freud plädiert für die zweite Möglichkeit.
Er schlägt vor, die Religion ähnlich wie eine  Neurose zu behandeln. Die religiöse Begründung der Kulturverbote – die der Verdrängung entspricht – sollte, wie in einer Therapie, durch eine rationale Begründung ersetzt werden. Das Mordverbot sollte damit begründet werden, dass es der Selbsterhaltung dient (eine rationale Begründung des Inzestverbots wird von Freud in dieser Arbeit nicht skizziert). Wenn die Grundlage der kulturellen Verbote nicht mehr die Religion ist, sondern der Intellekt, wird dies dazu führen, dass zahlreiche Verbote aufgehoben werden.

„Wir mögen noch so oft betonen, der menschliche Intellekt sei kraftlos im Vergleich zum menschlichen Triebleben, und recht damit haben. Aber es ist doch etwas Besonderes um diese Schwäche; die Stimme des Intellekts ist leise, aber sie ruht nicht, ehe sie sich Gehör geschafft hat. Am Ende, nach unzählig oft wiederholten Abweisungen, findet sie es doch. Dies ist einer der wenigen Punkte, in denen man für die Zukunft der Menschheit optimistisch sein darf, aber er bedeutet an sich nicht wenig.“

Freud hofft, dass es der Intellektualisierung der Verbote gelingt, die Menschen mit der Kultur zu versöhnen. Dies setzt voraus, dass die Vernunft so weit gestärkt wird, dass sie die Leidenschaften besiegen kann. Freud skizziert zwei Formen der Stärkung des Intellekts: einerseits die Aufhebung von Denkverboten religiöser, sexueller und politischer Art und andererseits die Erziehung zur Realität, worunter er versteht, dass Menschen lernen, ihre Ohnmacht und Hilflosigkeit zu akzeptieren.
Freud räumt ein: „Möglicherweise, ist auch seine Hoffnung, die Verdrängung könne durch Geistesarbeit ersetzt werden, eine Illusion.“ Diese würde sich von der religiösen Illusion jedoch darin unterscheiden, dass sie korrigierbar wäre.

## Einordnung
Die Schrift ist Teil der Reihe der kulturtheoretischen Schriften Freuds; Vorgänger sind
- Totem und Tabu (1912/13)
- Massenpsychologie und Ich-Analyse (1921)

Die Reihe wird später fortgesetzt mit
- Das Unbehagen in der Kultur (1930)
- Warum Krieg? (1933)
- Der Mann Moses und die monotheistische Religion (geschrieben 1934–1938, veröffentlicht 1939)

In Das Unbehagen in der Kultur setzt Freud sich mit einer Kritik von Romain Rolland an Die Zukunft einer Illusion auseinander. Rolland zufolge ist die Grundlage der Religion nicht die Vatersehnsucht, sondern das „ozeanische Gefühl“. Freud rekonstruiert das „ozeanische Gefühl“ als primären Narzissmus noch ohne Grenze zwischen Ich und Außenwelt und erklärt ihn für eine sekundäre Quelle der Religion.
In der Nachschrift von 1935 zu seiner Selbstdarstellung bemerkt Freud: „In der Zukunft einer Illusion hatte ich die Religion hauptsächlich negativ gewürdigt; ich fand später die Formel, die ihr bessere Gerechtigkeit erweist: ihre Macht beruhe allerdings auf ihrem Wahrheitsgehalt, aber diese Wahrheit sei keine materielle, sondern eine historische.“ Der Unterschied zwischen der materiellen und der historischen Wahrheit wird in Der Mann Moses und die monotheistische Religion ausführlicher entwickelt.
Die These vom Vatermord als Grundlage der Kultur findet sich in Totem und Tabu von 1912/13, das Konzept des Narzissmus wurde von Freud erstmals in Zur Einführung des Narzissmus von 1914 ausführlich dargestellt; die These von der Verinnerlichung der Verbote im Über-Ich findet sich zuerst in Das Ich und das Es von 1923. Die in Die Zukunft einer Illusion vorgetragene Auffassung von der Kulturfeindlichkeit der Massen wird in Das Unbehagen in der Kultur von 1930 weiter entwickelt.

## Ausgaben
Sigmund Freud: Die Zukunft einer Illusion
- Leipzig, Wien und Zürich: Internationaler Psychoanalytischer Verlag 1927 (Erstdruck)
- In: Ders.: Gesammelte Werke, Bd. 14. Imago, London 1948, S. 325–380
- In: Ders.: Studienausgabe, Band IX. Hg. v. Alexander Mitscherlich, Angela Richards, James Strachey. S. Fischer, Frankfurt am Main 1974, S. 135–189